# 江苏省华罗庚中学
江苏省华罗庚中学，简称省华中，原名金坛县中学，是坐落于常州市金坛区的一所公立高中。于1922年建校，1985年为纪念著名校友、数学家华罗庚而更改为现名。是国家级示范高中、江苏省首批四星级高中。同时，2019年入选江苏省高品质示范高中建设培育学校。

## 校史拾零
江苏省华罗庚中学历史示意图
- 1922年8月22日：韩大受教授捐献家产创办「金坛县立初级中学」，并就任首任校长[3]。
- 1925年7月：首届初中生毕业，华罗庚为其中之一。
- 1947年10月：学校开设高中，更名「金坛县立中学」，书画家吕凤子先生题书校牌。
- 1951年4月：奉苏南行政公署之命，学校易名「金坛中学」[4]。
- 1953年5月：江苏省教育厅行文，金坛中学易名「金坛县中学」。
- 1959年11月：被确定为江苏省重点中学。
- 1960年6月：获「全国文教先进单位」称号。
- 1961年10月27日：华罗庚教授回母校作著名演讲。此后，1963年12月再回母校，1980年5月三回母校。
- 1962年8月22日：四十周年校庆，华罗庚教授特请中科院郭沫若院长题书校牌。
- 1980年4月：获江苏省政府嘉奖令。
- 1985年11月：江苏省政府批准学校更名为「华罗庚中学」。
- 1986年3月：中共中央总书记胡耀邦为华中题书校名[5]。
- 1987年1月：华罗庚塑像在校园落成。
- 1993年10月29日：中共中央政治局委员、国务院副总理李岚清来校视察[6]。

## 知名校友
- 中共中央委员王云坤[7]
- 地质学家、中国地震局局长宋瑞祥[8]
- 低温工程专家周远[9]
- “两弹一星功勋奖章”获得者钱骥[10]
- 地质学家孙枢[11]
- 红外物理学家汤定元[12]
- 数学家华罗庚[13][14]

## 图集

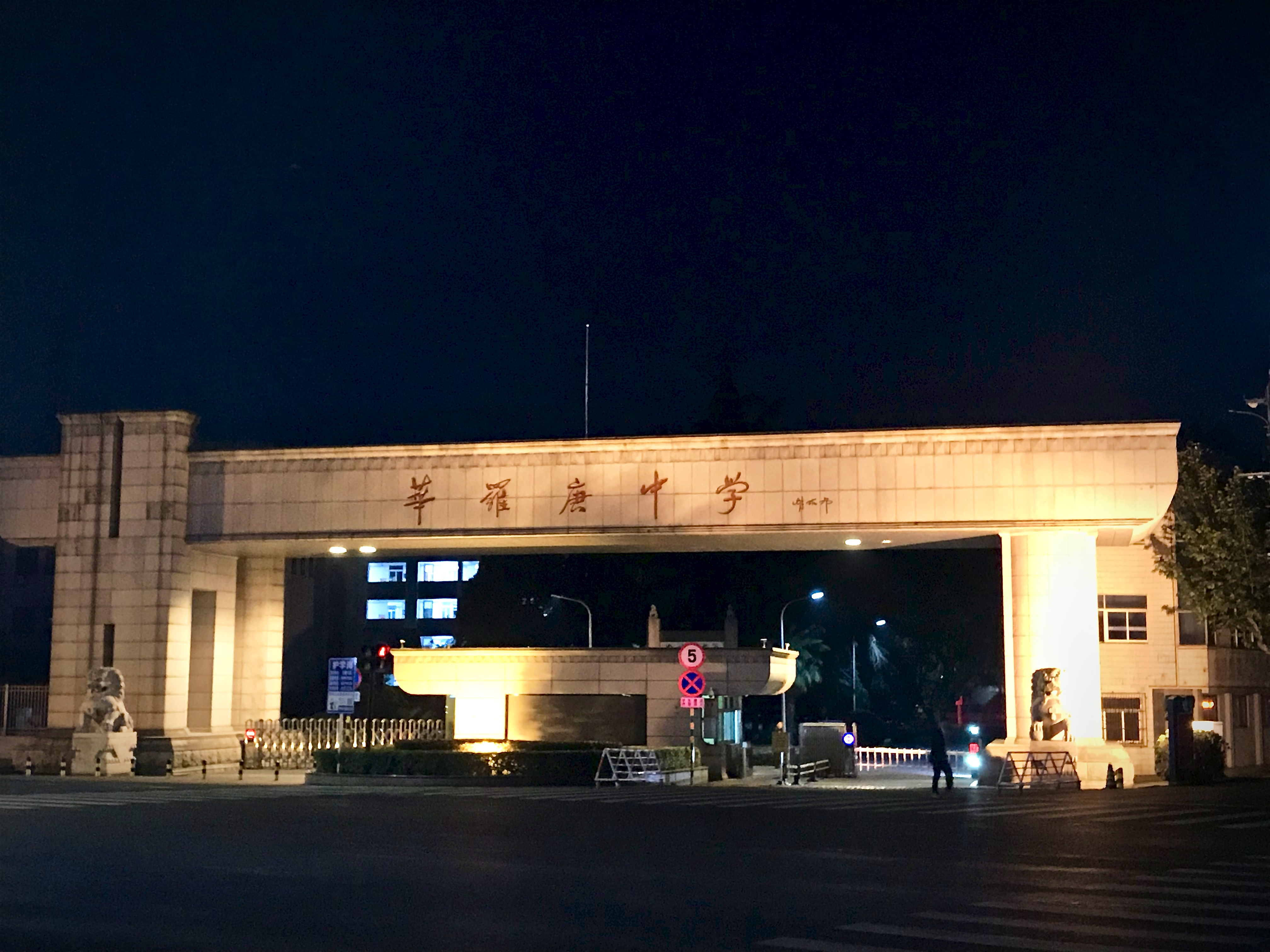
江苏省华罗庚中学旧校区夜景
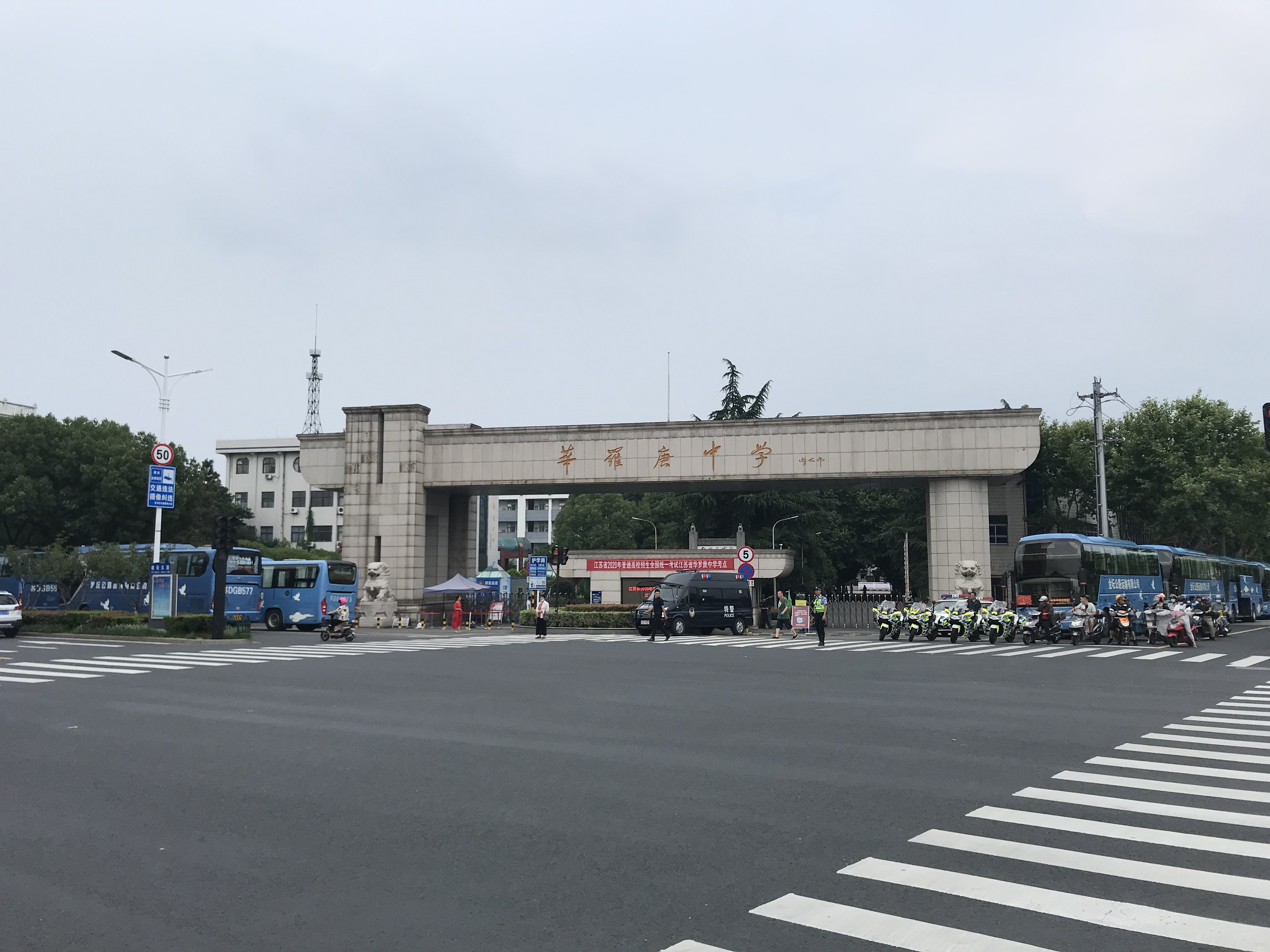
2020高考期间旧校区大门
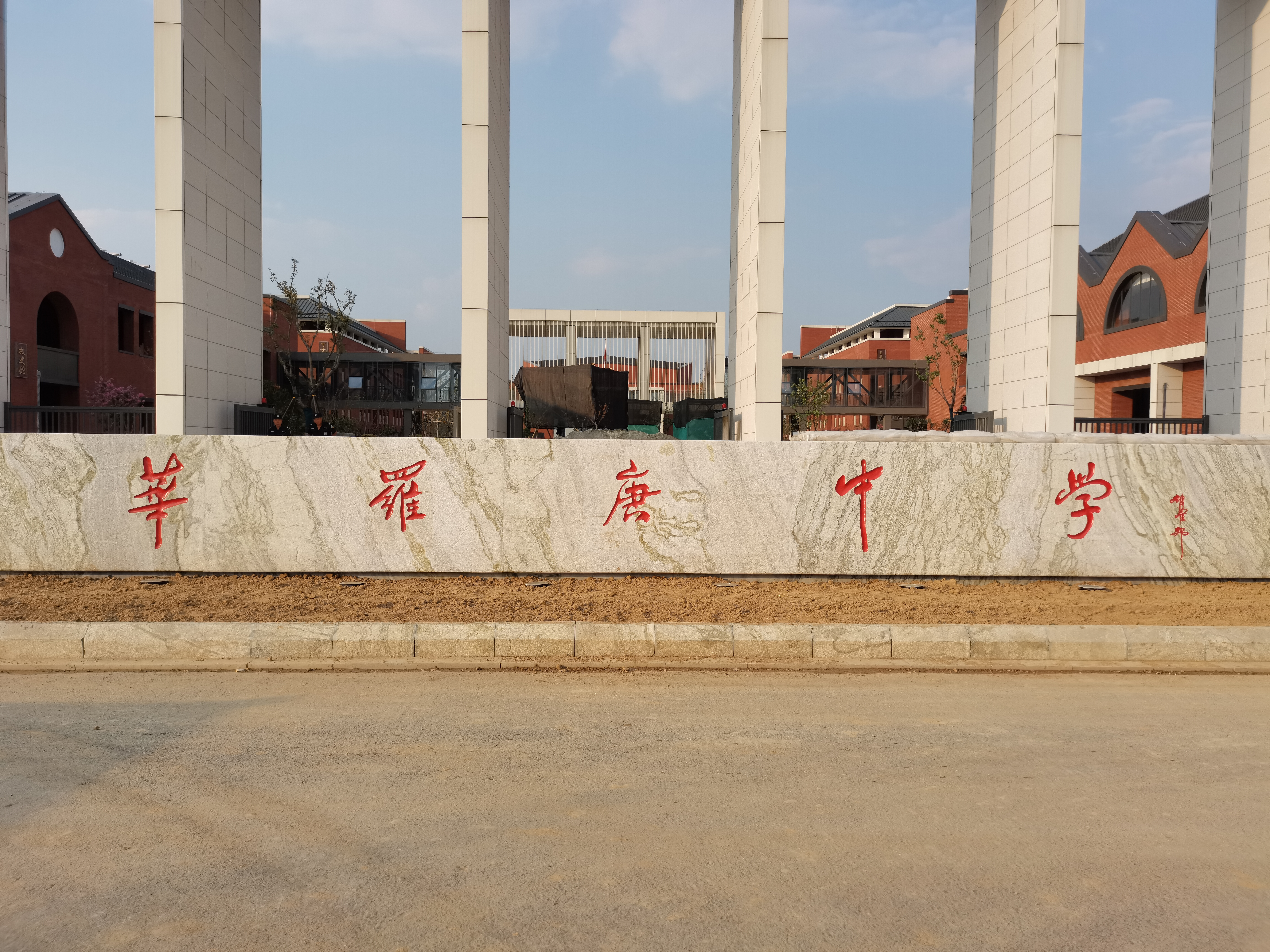
华罗庚中学新校区南大门照（未完全装修完毕）
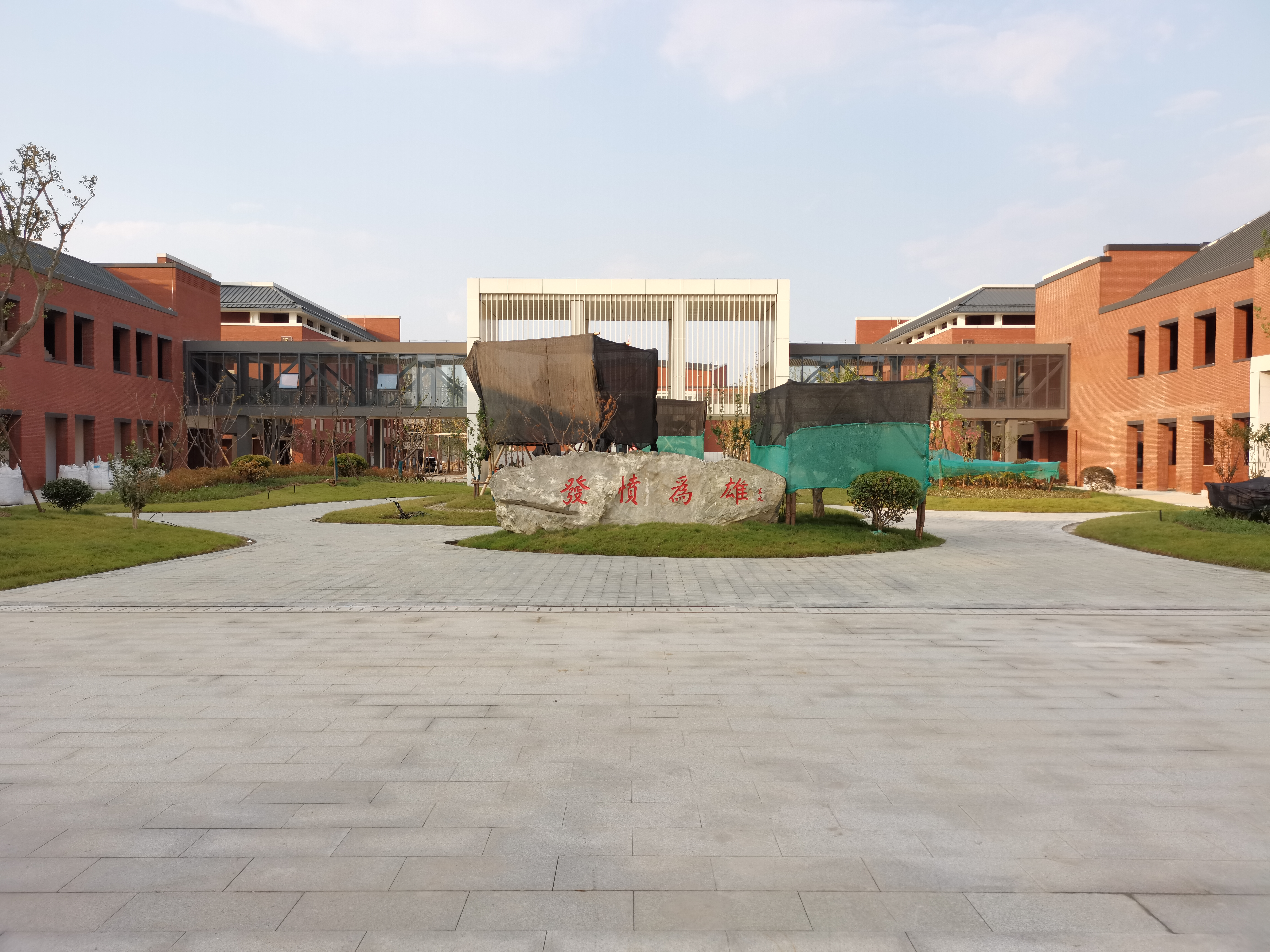
华罗庚中学新校区南大门内景
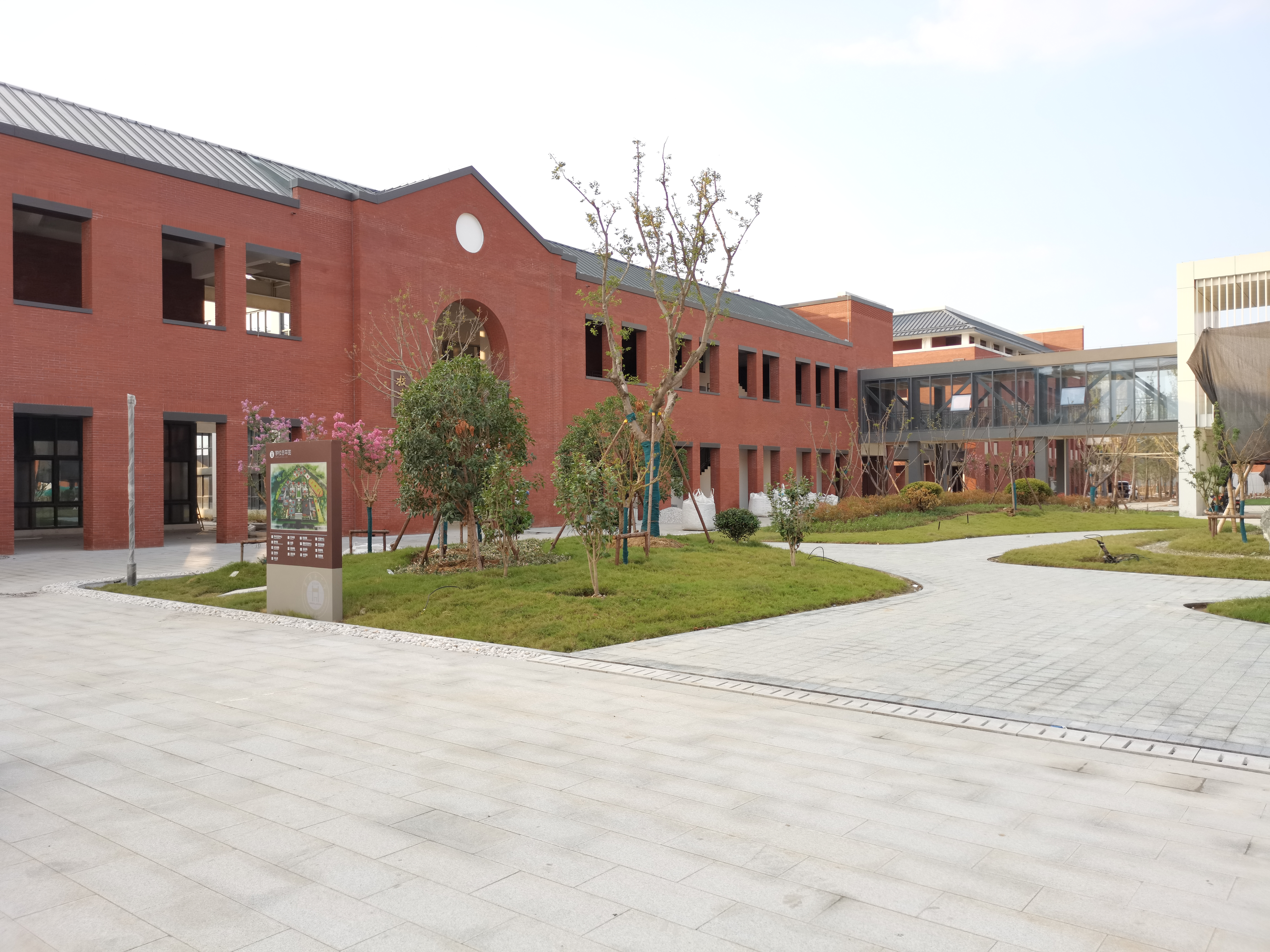
华罗庚中学新校区校史馆（学术交流中心）
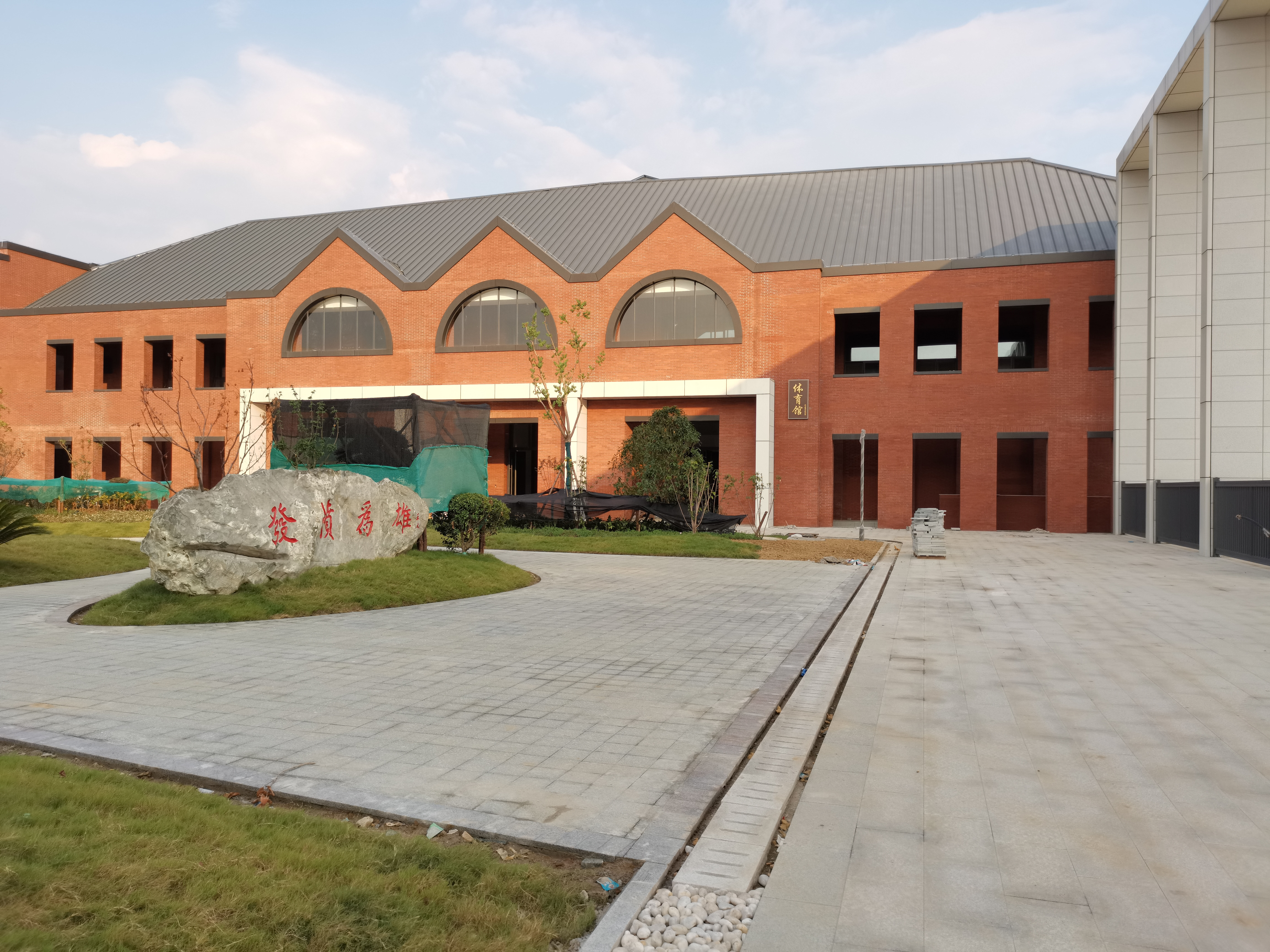
华罗庚中学新校区体育馆